# Tomor, Borsod-Abaúj-Zemplén
Tomor este un sat în districtul Edelény, județul Borsod-Abaúj-Zemplén, Ungaria, având o populație de 234 de locuitori (2011). 

## Demografie
Componența etnică a satului Tomor
     Maghiari (85,19%)
     Romi (14,81%)
Componența confesională a satului Tomor
     Reformați (33,76%)
     Greco-catolici (17,52%)
     Romano-catolici (14,96%)
     Fără religie (3,42%)
     Necunoscută (30,34%)
     Alte religii (2,56%)
Conform recensământului din 2011, satul Tomor avea 234 de locuitori. Din punct de vedere etnic, majoritatea locuitorilor (85,19%) erau maghiari, cu o minoritate de romi (14,81%). Nu există o religie majoritară, locuitorii fiind reformați (33,76%), greco-catolici (17,52%), romano-catolici (14,96%) și persoane fără religie (3,42%). Pentru 30,34% din locuitori nu este cunoscută apartenența confesională.